# موروموناب - سي دي 3
موروموناب - سي دي 3 (الاسم التجاري: Orthoclone OKT3) هو جسم مضاد وحيد النسيلة مثبط للمناعة تسوقه جانسن سيلاج. يعد أول جسم مضاد وحيد النسيلة حصل على موافقة إدارة الغذاء والدواء لاستخدامه، وكان ذلك عام 1986.
كان يستخدم لمنع رفض الطعم في زراعة الأعضاء، لكنه سحب من السوق بسبب انحسار استخدامه.